# Wilhelm Dopheide
Wilhelm Dopheide, född 27 februari 1901 i Bünde, död 14 oktober 1970, var en tysk läkare inom lungmedicin. Under andra världskriget innehade han höga poster inom hälsoväsendet i Generalguvernementet och deltog i förintelsen i Polen.

## Biografi
Dopheide inträdde i NSDAP år 1933. I Generalguvernementet, den del av Polen som inte införlivades med Tyska riket, var han stabsläkare i distriktet Krakau. Senare blev han även ledare för hälsoväsendet i distriktet Galizien. Inom ramen för Nazitysklands eutanasiprogram lät han 1 179 patienter på anstalten i Lemberg-Kulparkov svälta ihjäl.
Under krigets sista år var Dopheide ställföreträdande ledare för hälsoväsendet i Parchim. År 1945 greps han av de allierade och satt internerad till år 1947. Därefter var han verksam som läkare i Hagen.